# أطلب علي
أطلب علي (1953 – 4 أيار / مايو 1978) كان عامل نسيج من بنغلاديش وتم اغتياله من قبل ثلاثة مراهقين في 4 أيار / مايو 1978 خلال هجوم عنصرية بينما كان يسير إلى منزله بعد العمل. الجريمة وقعت بالقرب من شارع أدلر وايت تشابل في لندن. تمت إعادة تسمية حديقة الكنيسة التي اغتيل فيها لاحقا لإسم حديقة أطلب علي.

## الضحية
كان علي يبلغ من العمر 25 عاما وكان ميكانيكيا قبل وصلوه إلى لندن من سيلهيت، بنغلاديش في عام 1969،  وعاش في الطرف الشرقي من لندن.

## وفاته
في 4 أيار / مايو 1978 كان علي في طريقه إلى موقف الحافلة بعد الانتهاء من العمل مثل سائر عمال الملابس في بريك لين. وكان مطاردا على طول بريك لين ثم طعن حتى الموت بالقرب من محطة ألط كات. كان الهجوم بدوافع عنصرية قرب حدائق كنيسة سانت ماري، شارع وايت تشابل. طعن علي في الرقبة، ثم ترنح على بعد بضعة أمتار قبل أن ينهار.
من بين المهاجمين الثلاثة، كان اثنان منهم بيض والآخر أسود. كان قتلة علي روي أرنولد (17 سنة) من لايمهوس وكارل لادلو (17 سنة) من بو ورجل مختلط لم يسمه بالسن من بوبلار (16 سنة). كان الشاب البالغ من العمر 16 عاماً هو الذي ارتكب الطعن وعندما سألته الشرطة لماذا، كان رده «بلا سبب على الإطلاق». قال: «إذا رأينا باكي (لقب مسئ يطلق علي الباكستاني وما شابهه) اعتندا على التوجه لهم. كنا نطلب المال ونضربهم. لقد ضربت باكيون في خمس مناسبات على الأقل». 